# كارثة جين
مارثا جين كناري (بالإنجليزية: Martha Jane Canary)‏ (1 مايو 1852 - 1 أغسطس 1903)، المعروف باسم الكارثة جين، وهي أمريكية من سكان الحدود وكشافة محترفة بكونها أحد معارف الكشاف ورجل القانون وايلد بيل هيكوك، التي شاركته في معارك ضد الهنود. في أواخر حياتها ظهرت في عرض الغرب المتوحش لبافالو بيل وفي معرض عموم أمريكا عام 1901. يقال إنها كانت تتعاطف مع المرضى والمحتاجين. وقد كانت شخصيتها يتناقض مع أسلوبها المتهور، مما جعلها شخصية حدودية مشهورة. كما عرف عنها ارتداء الملابس الرجالية. ولم يكن لديها تعليم رسمي وكانت مدمنة على الكحول.

## روابط خارجية
- كارثة جين على موقع الموسوعة البريطانية (الإنجليزية)
- كارثة جين على موقع ميوزك برينز (الإنجليزية)
- كارثة جين على موقع إن إن دي بي (الإنجليزية)
- كارثة جين على موقع ديسكوغز (الإنجليزية)